# Каримбо
Каримбо́ (порт. carimbó) — музыкальный ритм бразильской Амазонии, а также круговой танец индейского происхождения, характерный для северных районов штата Пара́, испытавший афробразильское (в части перкуссии и чувственных движений) и португальское (в части хлопков ладонями и духовых инструментов) влияние. Это название также распространяется на используемый в этом стиле барабан, называемый иногда несколько видоизмененной формой слова — «куримбо́» (порт. curimbó).
Традиционная форма каримбо называется порт. «pau e corda» (букв.: «палка и струна») и отличается тем, что удары в барабан куримбо сопровождаются игрой на банджо и мараках. В некоторых источниках каримбо называется «самба ди рода из Маражо́» (Маражо́ — остров на территории штата Пара) и «baião  из Маражо́» (порт. baião — еще один музыкальный и танцевальный стиль).
Каримбо считается музыкальным стилем индейского происхождения, однако, как и в случае с некоторыми другими культурными явлениями Бразилии, он стал межэтническим жанром, впитавшим в себя, в первую очередь, еще и элементы негритянской культуры. Этот музыкальный ритм веками подвергался репрессиям и запрету в связи с его происхождением и даже был официально запрещен в Белене (столице штата Пара) правительственным документом «Свод распоряжений муниципальных властей Белена» (порт. «Código de Posturas de Belém») 1880 года в разделе «О шуме и уличных беспорядках»:
«Запрещено и карается штрафом в 30000 рейсов: (...) Производить шум и устраивать уличные беспорядки, громко кричать (...). Исполнять самбу и батуки (батукаду) , играть на барабанах, каримбо (одноименный вид барабана, используемый в этом стиле) или любых других инструментах, которые могут нарушить тишину и спокойствие в течение ночи, и т. п.»
В последние десятилетия каримбо возродилось в качестве вида региональной музыки и как один из основных источников музыкальных ритмов, на которых базируются современные жанры, такие как ламбада и технобрега . Этот культурный феномен также распространился по всему северо-восточному региону Бразилии и на сегодняшний день тесно связан с религиозными праздниками. В сентябре 2014 года каримбо было включено в список шедевров нематериального культурного наследия Бразилии. Включение в список было единогласно одобрено Консультативным советом по культурному наследию (порт. Conselho Consultivo do Patrimônio Cultural) Национального института исторического и художественного наследия  (порт. Instituto do Patrimônio Histórico e Artístico Nacional, IPHAN).

## Этимология
Слово порт. carimbó происходит от тупи korimbó, обозначающего индейский ударный инструмент и происходящего, в свою очередь, от соединения слов тупи curi «полая палка (деревяшка)» и тупи m’bó «продырявленный», дающего значение «палка, производящая звук», по причине широкого использования в этом стиле инструмента куримбо́ — барабана, изготавливаемого путем выскабливания ствола дерева, покрываемого кожей животных и отделываемого путем обжигания огнем.

## История

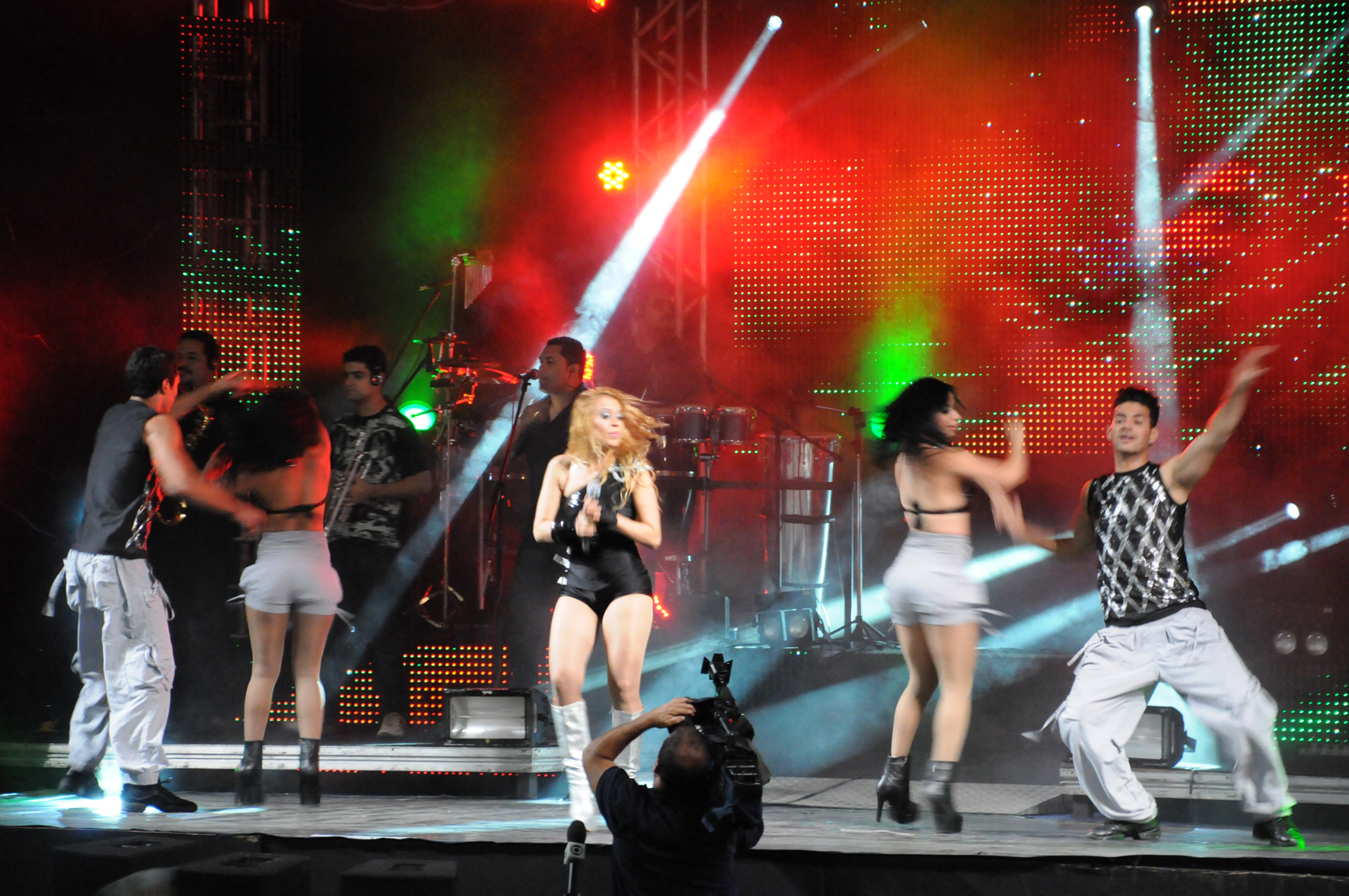
Группа «Banda Calypso» во время выступления на «Show da Emancipação» в 2009 г.

Где именно появился этот музыкальный ритм, с точностью утверждать сложно: право называться местом его возникновения оспаривают между собой Марапани́н и остров Маражо́, оба находящиеся в штате Пара́. Изначально музыка, любимая рыбаками и крестьянами штата Пара́, еще не была известна как каримбо, а представляла из себя положенные на стихи истории о различных аспектах повседневной жизни, исполняемые рибейринью  (порт. ribeirihno) под аккомпанемент барабана куримбо. Подобные выступления проходили обычно после успешного улова или завершения посадки растений.

## Способы исполнения музыки
В традиционной форме (без использования электронных инструментов), называемой порт. «pau e corda» (букв.: «палка и струна»), исполнители садятся за барабан куримбо и играют двумя руками. Обычно используются также мараки, реку-реку и барабан «ягуар» (порт. tambor onça — разновидность куики, имитирующая рычание ягуара), что составляет традиционный набор инструментов. В современной разновидности добавляются гитара и духовые инструменты.

## Костюмы
Женщины танцуют босыми и надевают цветные длинные юбки с каймой. Юбка складчатая и обычно имеет крупные рисунки с цветами. Белые блузки, браслеты и ожерелья с крупными бусинами. Волосы украшены розами или камелиями.
Мужчины танцуют в простых коротких штанах, как правило, белых и с подрубочным швом — обычай, унаследованный от негров прошлых веков, которые использовали такой тип швов в связи с выполняемыми ими работами, такими как ловля крабов в приливно-отливной полосе морского побережья.

## Танец
Мелкие шажки и танцующие, вставшие в круг — индейская традиция, к которой примешаны чувственные покачивания бедрами и ритмичные удары в барабан, пришедшие от негров, и духовые инструменты, а также образование кружащихся в танце пар, пришедшие от португальцев.
Танец характеризуется имитацией танцующими животных, таких как обезьяна или крокодил. В случаях парного танца исполнение начинается с образования двух цепочек мужчин и женщин, стоящих лицом по направлению к центру круга. Когда начинает играть музыка, мужчины направляются к женщинам и начинают бить в ладоши в качестве сигнала приглашения к танцу, после чего немедленно формируются пары, кружащиеся вокруг своей оси и одновременно образующие большой круг танцующих, движущийся против часовой стрелки. В манере исполнения прослеживается индейское влияние, связанное с тем, что танцующие совершают движения, слегка наклонившись вперед и следуя за движущимися вперед ногами, отчетливо задавая яркий и обольстительный ритм.

### Видео с примерами исполнения
| Внешние видеофайлы                                         | Внешние видеофайлы |
| ---------------------------------------------------------- | --- |
| Танец и музыка: парный танец под некоторые известные песни | |
|                                                            | «Especial de Ver-o-Peso» — видеозапись с оупен-эйра, иллюстрирующая парный танец под открытым небом, исполняемый под сопровождение нескольких известных песен в стиле каримбо. Парный танец начинается с отметки 3 мин. 10 сек. этого видео. Съемка осуществлялась в 2017 году на рынке Ver-o-Peso города Белен (столица штата Пара) для выпуска «Especial de Ver-o-Peso» музыкальной веб-серии «Sampleados» — культурно-образовательного проекта студентов университета «Estácio» (филиал университета в штате Пара). Участники: Nanna Reis, Jeff Morais, Gina Lobrista, Juca Culatra, Joelma Klaudia e participação especial de Pinduca, Larissa Ricca, Jamil Rebelo, Márcia Ribeiro e Elzir Cruz. Исполняемые фрагменты песен: No Meio do Pitiú; Maçariquinho na beira da praia; Feitiço caboclo; Sinhá pureza; Pra dançar carimbó; Ai menina; Lua luar и др. |
|                                                            | Ritinha e Zeca dançando "Curió do Bico Doce" Gonzaga Blantez («Ритинья и Зека танцуют "Curió do Bico Doce" Гонзаги Блантеса») — видеозапись танца под песню «Curió do Bico Doce». Персонажи телесериала A Força do Querer («Сила любви») Ритинья (порт. Ritinha, актриса Изис Вальверде) и Зека (порт. Zeca, актер Марку Пигосси) танцуют каримбо под песню композитора Гонзаги Блантеса «Curió do Bico Doce» («Черноголовая рисовая овсянка с нежным клювом») из саундтрека сериала. |